# Preganziol
Preganziol – miejscowość i gmina we Włoszech, w regionie Wenecja Euganejska, w prowincji Treviso.
Według danych na rok 2004 gminę zamieszkiwało 14 639 osób, 665,4 os./km².
W miejscowości jest przystanek kolejowy Preganziol.